# Polabische Sprache
Als Polabisch bezeichnet man die Sprachen der westslawischen Stämme, die ab dem 7. Jahrhundert Gebiete des heutigen Nordostdeutschlands und Nordwestpolens besiedelten. Gemeinsam mit dem Kaschubischen (auch Slowinzischen) und dem Polnischen wird es wiederum zum lechischen Zweig des Westslawischen zusammengefasst.

## Verbreitungsgebiet

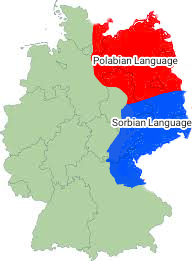
Ehemaliges Verbreitungsgebiet der Polabischen und der Sorbischen Sprache

Bis ins 10. Jahrhundert reichte das Verbreitungsgebiet im Westen bis über die Elbe und grenzte im Süden (etwa auf der Höhe von Wittenberg und südlich von Berlin) an Gebiete mit ebenfalls slawischer Sprache, die man jedoch dem Sorbischen zuordnet.
Bekannte Stämme (Stammesverbände) waren die Obodriten in Westmecklenburg und Holstein, die Lutizen in Ostmecklenburg, im nördlichen Brandenburg und südlichen Vorpommern, die Heveller in Westbrandenburg sowie die Ranen (Rujanen) auf Rügen und im nördlichen Vorpommern. Die Sprache der heute Kaschuben genannten Pomoranen östlich der Oder, das Kaschubische, ist mit den polabischen Sprachen eng verwandt, wird aber meist als eigene Gruppe angesehen.
Das Wort Polabisch geht auf die Bezeichnung ursprünglich nur eines Stammes östlich von Hamburg – der Polaben – zurück und beschreibt die Lage der Polaben ‘an der Elbe’ (po ‘an’ + Laba ‘Elbe’). Daher ist auch die Bezeichnung elbslawisch gebräuchlich.

## Verdrängung
Mit der deutschen Ostsiedlung im 10. und 12. Jahrhundert wurden die polabischen Sprachen langsam verdrängt. Die vielen ins Land geholten Siedler aus Norddeutschland und den Niederlanden sowie der alleinige Gebrauch der plattdeutschen Sprache als Stadt- und Amtssprache (teilweise wurden Sprachverbote erlassen) verdrängten bald das Polabische bis auf wenige Sprachinseln. Auf Rügen starb das Polabische spätestens im 15. Jahrhundert aus. Für die Jabelheide im Südwesten Mecklenburgs ist der allgemeine Gebrauch der slawischen Sprache noch für 1521 belegt, während 1612 das Niederdeutsche vorherrschte.
In Niedersachsen östlich von Lüneburg wurde bis Mitte des 18. Jahrhunderts Drawänopolabisch (bezogen auf den Höhenzug Drawehn) gesprochen, wodurch diese Region nach ihren slawischen Einwohnern den Namen Wendland erhielt. Die letzte Sprecherin, Emerentz Schultze, starb 1756 im Alter von 88 Jahren in Dolgow. Bei einer Volkszählung sollen zwischen den Weltkriegen noch etwa 500 Personen im Kreis Lüchow-Dannenberg auf die Frage nach Volkszugehörigkeit „wendisch“ angegeben haben.
Heute erinnern, ebenso wie im sorbischen Gebiet, unzählige Orts- und Flurnamen an die früher dort gesprochene polabische Sprache, z. B. Berlin und Potsdam (Podstupim), Rostock (Rastokŭ) und Usedom.

## Schriftliche Aufzeichnungen
Das Polabische hat nie eine eigene Schriftsprache entwickelt. Erst kurz vor dem Aussterben begannen sich Forscher für die Sprache zu interessieren, beispielsweise Gottfried Wilhelm Leibniz, der einen Gewährsmann um ein Wörterverzeichnis und die polabische Fassung des Vaterunsers bat. Die ausführlichsten Aufzeichnungen stammen von dem in Wustrow wirkenden evangelischen Pfarrer Christian Hennig von Jessen; eine weitere wichtige Quelle sind die Aufzeichnungen des polabischen Bauern Johann Parum Schultze aus Sühten.

## Sprachliche Besonderheiten

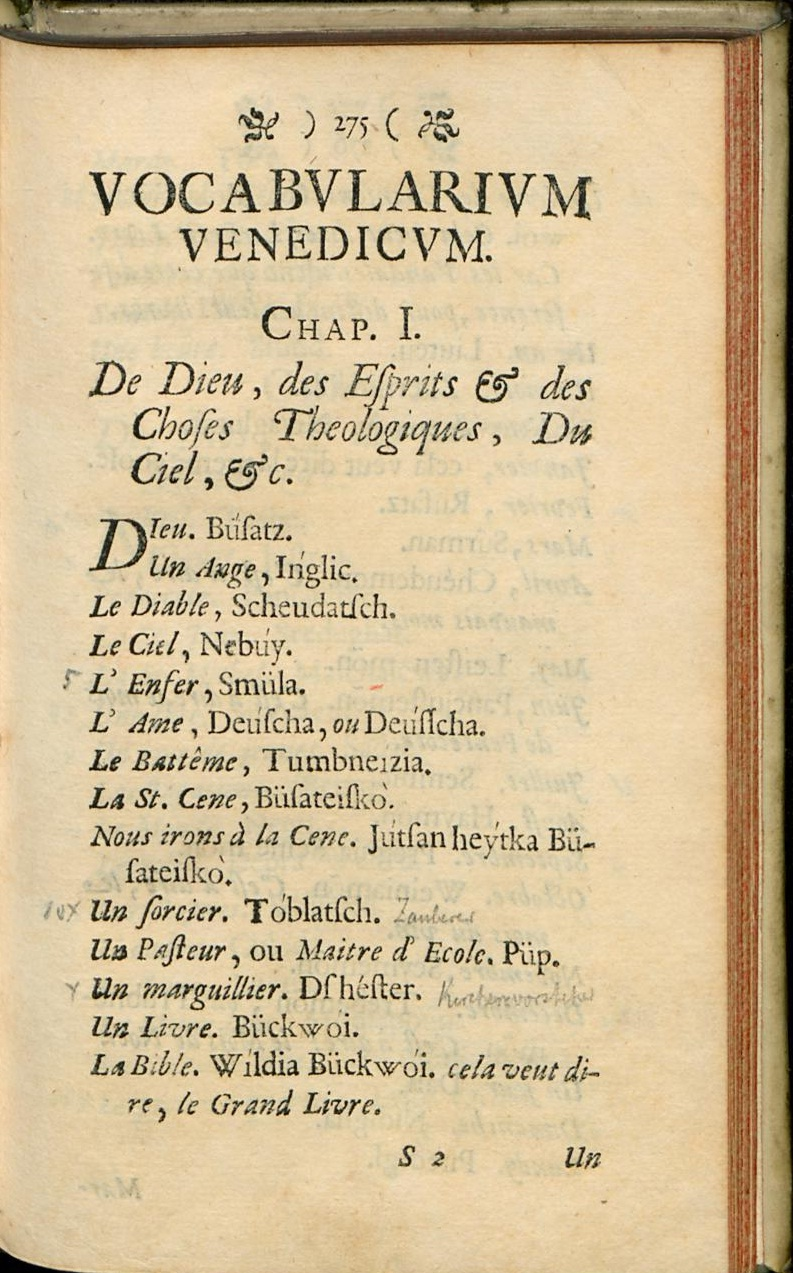
Wörterliste im Vocabularium Venedicum

Durch die lange getrennte Entwicklung hatte sich das Polabische von den anderen slawischen Sprachen entfernt: Zum einen ist deutscher Einfluss deutlich zu spüren. So gehörten etwa im Drawänopolabischen ö und ü zum Lautsystem, ebenso wie Diphthonge. (Genau wie beim Übergang vom Mittel- zum Neuhochdeutschen und Mittel- zum Neuenglischen wurden langes ī und ū zu ai bzw. au.) Zum anderen haben sich sprachliche Veränderungen, die alle anderen slawischen Sprachen erfasst haben, aufgrund der Randlage im Polabischen nicht durchgesetzt. Das für das Urslawische typische „Gesetz der steigenden Silbensonorität“, nach welchem jede Silbe auf einen Vollvokal enden muss, hat sich im Polabischen nicht vollständig durchgesetzt, so dass die Liquidametathese, also die Ersetzung von urslawischem -or- und -ol- durch -ro- und -lo- oder -ra- und -la-, hier nicht vollständig durchgeführt wurde (vgl. die Ortsnamen Stargard, Sagard, Gartow und Garditz, deren Bestandteil gard ‘Burg’ dem unter Gradec behandelten Wort entspricht).
Der Wortschatz enthielt eine Vielzahl deutscher und besonders niederdeutscher Lehnwörter.
Es folgt eine Tabelle mit einigen Beispielen des drawänopolabischen Dialekts (erste Hälfte des 17. Jahrhunderts) und des Polabischen (8. bis 14. Jahrhundert) im Vergleich zu anderen westslawischen Sprachen und zur sprecherreichsten slawischen Sprache Russisch:
| deutsch      | drawänopolabisch    | polabisch | polnisch      | niedersorbisch | obersorbisch       | tschechisch      | slowakisch      | slowenisch    | russisch                                                  |
| ------------ | ------------------- | --------- | ------------- | -------------- | ------------------ | ---------------- | --------------- | ------------- | --------------------------------------------------------- |
| Mensch       | clawak, clôwak      |           | człowiek      | cłowjek        | čłowjek            | člověk           | človek          | človek        | человек (čelovek)                                         |
| Gott         | büg                 |           | bóg           | bog            | bóh                | bůh              | boh             | bog           | бог (bog)                                                 |
| Bruder       | brot                |           | brat          | bratš          | bratr              | bratr            | brat            | brat          | брат (brat)                                               |
| Schwester    | sestra              |           | siostra       | sotša          | sotra              | sestra           | sestra          | sestra        | сестра (sestra)                                           |
| Buche        | bauk                | buk       | buk           | buk            | buk                | buk              | buk             | bukev         | бук (buk)                                                 |
| weiß         | bjole               | belë      | biały         | běły           | běły               | bílý             | biely           | belo          | белый (belyj)                                             |
| Bauer        | bör                 |           | chłop, rolnik | bur, buŕ       | bur, ratar, rólnik | rolník, sedlák   | roľník, sedliak | kmet, sedliak | ратай (rataj), пахарь (pachar'), крестьянин (krest'janin) |
| Birke        | breza               | breza     | brzoza        | brjaza         | brěza              | bříza            | breza           | breza         | берёза (berjoza)                                          |
| Bulle, Stier | bôla                | byk       | byk, wół      | byk            | byk, ćělc          | býk, vůl         | býk, vôl        | bik           | бык (byk), телец (telec)                                  |
| Tag          | dôn                 |           | dzień         | źeń            | dźeń               | den              | deň             | dan           | день (den')                                               |
| Kuss         | hepôk               |           | pocałunek     | póšk           | hubka              | polibek, hubička | bozk, pusa      | poljub        | поцелуй (poceluj)                                         |
| Herbst       | jisin, prenja zaima |           | jesień        | nazymje        | nazyma             | podzim           | jeseň           | jesen         | осень (osen')                                             |
| Hut          | klöbük, klübik      |           | kapelusz      | kłobyk         | kłobuk             | klobouk          | klobúk          | klobuk        | шляпа (šljapa) / клобук (klobuk)                          |
| Sommer       | let                 |           | lato          | lěśe           | lěćo               | léto             | leto            | poletje       | лето (leto)                                               |
| Maus         | mois                | myš       | mysz          | myš            | myš                | myš              | myš             | miš, miška    | мышь (myš')                                               |
| Himbeere     | molaina             | malina    | malina        | malina         | malena             | malina           | malina          | malina        | малина (malina)                                           |
| Wiese        | plana               | ląka      | łąka, polana  | łuka           | łuka               | louka            | lúka            | travnik       | поляна (poljana), луг (lug)                               |
| Fisch        | raibo, roiboi       | ryba      | ryba          | ryba           | ryba               | ryba             | ryba            | riba          | рыба (ryba)                                               |
| Hand         | ręka                |           | ręka          | ruka           | ruka               | ruka             | ruka            | roka          | рука (ruka)                                               |
| Schnee       | sneg                |           | śnieg         | sněg           | sněh               | sníh             | sneh            | sneg          | снег (sneg)                                               |
| warm         | teplü               | tepëlë    | ciepły        | śopły          | ćopły              | teplý            | teplý           | toplo         | тёплый (tjoplyj)                                          |
| Abend        | wicer               |           | wieczór       | wjacor         | wječor             | večer            | večer           | večer         | вечер (večer)                                             |
| Feuer        | widin, wüdjin       |           | ogień         | wogeń          | woheń              | oheň             | oheň            | ogenj         | огонь (ogon')                                             |
| Wind         | wjôter              |           | wiatr         | wětš           | wětřik, wětr       | vítr             | vietor          | veter         | ветер (veter)                                             |
| Wasser       | wôda                | woda      | woda          | woda           | woda               | voda             | voda            | voda          | вода (voda)                                               |
| Garten       | wôgord              | wogard    | ogród         | zagroda        | zahroda            | zahrada          | záhrada         | vrt           | огород (ogorod)                                           |
| Winter       | zaima               |           | zima          | zymje          | zyma               | zima             | zima            | zima          | зима (zima)                                               |

## Sprachbeispiel: Das Vaterunser
Auf Polabisch lautet das Vaterunser wie folgt:
Nôße Wader,

ta toy giß wa Nebisgáy,

Sjungta woarda tügí Geima,

tia Rîk komma,

tia Willia ſchinyôt,

kok wa Nebisgáy,

tôk kak no Sime,

Nôßi wißedanneisna Stgeiba doy nâm dâns,

un wittedoy nâm nôße Ggrêch, kak moy wittedoyime nôßem Grêsmarim,

Ni bringoy nôs ka Warſikónye, tay löſoáy nôs wit wißókak Chaudak.

Amen.
Ein weiteres Sprachbeispiel stellt das polabische Volkslied Das Lied von den Vögelein dar.